# La historia del blues
La historia del blues es el título del undécimo álbum de estudio de la banda de rock gallega Siniestro Total. 

## El álbum
Fue grabado y mezclado por Joe Hardy y Segundo Grandío en los estudios Casa de Tolos de Gondomar (Pontevedra) entre septiembre del 1999 y enero del 2000, bajo la producción de Joe Hardy y el propio grupo.
El álbum supone un giro en los planteamientos de la banda que, tras partir de un registro punk en su primera época, se había afianzado en sonidos más cercanos al ámbito del rock. En esta ocasión cambiaron totalmente de registro para acercarse a un género como el blues. Para ello, la formación recurrió a la invención de la figura de un músico de blues llamado Jack Griffin, al que dotaron de una prolífica carrera como miembro o colaborador de diversas bandas de blues igualmente imaginarias y a partir del cual acaban realizando un disco conceptual con el que, según las palabras de Julián Hernández, líder de la banda, realizan "un recorrido por la historia del siglo XX en Estados Unidos, con todas sus maravillas y sus atrocidades". aunque según el mismo Julián reconoce el álbum acaba "contando más la historia de Galicia".  Como curiosidad, es destacable que Jack Griffin es también el nombre que recibe el protagonista de la película de 1933, El hombre invisible, basada en la novela homónima de H. G. Wells.
La gira de presentación del disco se realizó en teatros, donde las canciones fueron representadas bajo una escenografía y decorados especialmente creados para la ocasión por José Luis Arrizabalaga, y contó con la participación del actor gallego Manuel Manquiña como narrador del hilo argumental de la historia. El objetivo era presentar la evolución de la música blues en los Estados Unidos a lo largo del siglo XX, desde los primeros años 30 hasta finales de los 90, atravesando diversos estilos que van desde el blues más clásico hasta el Tex-mex, el gospel o incluso el rap.
En el disco colaboran músicos de muy diferentes estilos, como Josele Santiago, Rómulo Sanjurjo (de Os Diplomáticos de Monte-Alto y Transportes Hernández y Sanjurjo), Flaco Jiménez, El Reverendo, Sheyla o Doris Cales. Además del disco, se publicaron el cómic “La Historia del Blues” (Undercomic, 2000) y el documental Vida y Tiempo de Jack Griffin (Mikel Clemente, 2000). En el cómic participan autores como Bernardo Vergara, Das Pastoras, Santiago Sequeiros y Miguelanxo Prado, entre otros. Con el documental, Clemente se alzó ese mismo año con el premio al mejor cortometraje en el festival de cine independiente Cinemad.

## Lista de canciones
A pesar de que el álbum se presenta como un disco de versiones de distintas bandas de blues estadounidenses del siglo XX, la realidad es que la única versión que hay en el disco es la del corte 3 del mismo: "Coleguita", versión del tema "Junco Partner" que Siniestro Total ya había grabado anteriormente con letra en asturiano y bajo el nombre de "Collaciu" para el recopilatorio L'asturianu muévese.
La lista de pretendidas versiones, con las imaginarias obras en las que se basan y las a su vez imaginarias bandas o artistas que las interpretan, tal y como aparecen en el libreto que acompañaba al álbum, son las siguientes:
1. La Rabia de Vivir, versión del tema Crazy blues nº 2 de Bobby Jr. and the Hot Dirty Old Men (1928). - 2:00
2. Llueve, versión del tema It's raining de la Cryin' Shame and the Stormy Tuesday Big Band (1949). - 2:52
3. Coleguita, versión del tema Junko Partner de la Zydeco Pierre and his Broken Accordions (1955). - 3:52
4. Vuelvo hacia el hogar, versión del tema Going home de Barbacoa Lorenzo and the Red Hot Coals (1931). - 3:23
5. ¿A quién vas a culpar?, versión del tema Who's to blame? de Boycott Lynch (1944). - 4:44
6. Bajo sus propias pistolas, versión del tema homónimo de la banda Perfecto Mundo y su Mariachi (1961). - 4:27
7. Llevadme a mi Texas natal, versión del tema Take me to my Lone Star Country de Total Disaster (1966). - 4:06
8. Inundación, versión del tema Highwater de Jack Griffin (1938). - 2:26
9. El Enanito y las tres Blancanueces, versión del tema The Little Dwarf and the three Snownuts de Luigi and the Wise Guys (1970). - 3:20
10. Ni sí, ni no, versión del tema No tits, no love de Green Express (1975). - 4:33
11. Mata al malo y pilla a la chica, versión del tema Kill the bad guy and get the girl de Neutron Smith (1988). - 3:40
12. Dios tiene un plan, basado en el tema God's got a plan de Reverendo Griff Jackson (1999). - 4:46